# كلود هاردي
كلود هاردي (بالفرنسية: Claude Hardy) (ولد 1604 - 5 أبريل 1678) لغوي فرنسي، وعالم من علماء الرياضيات، ومحامي، كما يعرف بترجمة أعمال ايراسموس وإقليدس لحوالي 36 لغة مختلفة، وكان يعتبر واحدًا من أقوى علماء الرياضيات في عصره.

## النشأة
ولد كلود هاردي في عام 1604، أبوه هو سيباستيان هاردي الإقطاعي في استور وتبايز في مدينة كوينكيموس في فرنسا، وفي عام 1610 انتقل كلود إلى سانت أونوريه في أبرشية سان جيرمان.

## حياته المهنية
كان أول نشر ينشر لهاردي في عام 1613 وهو في سن التاسعة من العمر، وكانت ترجمة لعمل ايراسموس بعنوان كياسة الأطفال الأخلاقي (بالفرنسية:De la civilité morale des enfants)، ثم قام بنشر ترجمة أخرى في العام التالي، وهذه المرة عن شعر ميشيل فيرين، قبل عام 1625 كان هاردي قد أكمل تعليمه وكان يعمل محاميا في باريس حيث حصل على وظيفة في محكمة باريس، بينما كان يعمل هناك وقال انه نشر إقليدس البيانات، وبيانات ماريني الفيلسوف في اليونانية واللاتينية، ومذكرات إقليدس (بالفرنسية:Euclidis Data, & Marini Philosophi in Data Euclidis commentarius graece & latine)، وبعد ذلك بعام تمت ترقيته ليكون مستشار محكمة باريس للعدالة، درس في وقت لاحق مع كلود مايدورغ وبيير دي فيرما ورينيه ديكارت، وناقش الأفكار الرياضية معهم وساعدهم في ترجمة أعمالهم، في عام 1630 بدأ كلود في النشر تحت اسم مستعار هو أنطوان فاسيت، وكان أول عمل له تحت هذا الاسم ترجمة لكتاب فرانسوا فيتيه.

## الحياة الشخصية
في عام 1622 تزوج هاردي من بيريتي برسشيه .